# Елец (Коми)
Елец — деревня в Республике Коми России. Входит в состав городского округа Воркута.

## Географическое положение
Деревня находится примерно в 31 км от центра городского округа — города Воркута, на правом берегу реки Уса, в 6 км от рабочего посёлка Елецкий.

## Климат
Климат умеренно-континентальный, лето короткое и холодное, зима многоснежная, продолжительная и суровая. Климат формируется в условиях малого количества солнечной радиации зимой, под воздействием северных морей и интенсивного западного переноса воздушных масс. Вынос теплого морского воздуха, связанный с прохождением атлантических циклонов, и частые вторжения арктического воздуха с Северного Ледовитого океана придают погоде большую неустойчивость в течение всего года. Годовая амплитуда составляет 32,7°С. Самым теплым месяцем года является июль (средняя месячная температура +12,4°С), самым холодным месяцем — январь (-20,3°С). Среднегодовая температура воздуха −6,0°С. Число дней со средней суточной температурой воздуха выше нуля градусов составляет 125.

## История
Деревня возникла на рубеже XIX—XX вв. Упомянута в подворно-экономическом исследовании 1904 — выселок Елец. В 1905 — 2 двора, 14 человека, в 1909 — 3 двора. На карте 1918 — Елец-Сангар. В 1920 — 3 двора, 24 человека, в 1926 — 3 двора, 26 человек, в 1939 — 56 человек. Запустела во второй пол. 1980-х.

## Население
| 2010 |
| ---- |
| 7    |

Постоянное население деревни 2 чел. (2006), 7 чел. (2010, перепись), 0 чел. (2020).